# Vrienden van het Platteland
El Vrienden van het Platteland (codi UCI: VVP) va ser un equip ciclista femení neerlandès. Creat al 2000, va aconseguir categoria UCI Women's Team l'any següent. Va desaparèixer el 2008.
Plaça de l'equip a la classificació de la Unió Ciclista Internacional a final de temporada i també la millor ciclista en la classificació individual de cada temporada.
| Temporada | Classificació per equips | Millor ciclista en la classificació individual |
| --------- | ------------------------ | ---------------------------------------------- |
| 2000      | -                        | Sandra Rombouts (164a)                         |
| 2001      | 17è                      | Tanja Schmidt-Hennes (51a)                     |
| 2002      | 20è                      | Loes Gunnewijk (91a)                           |
| 2003      | 18è                      | Loes Gunnewijk (75a)                           |
| 2004      | 11è                      | Chantal Beltman (32a)                          |
| 2005      | 13è                      | Chantal Beltman (30a)                          |
| 2006      | 12è                      | Chantal Beltman (30a)                          |
| 2007      | 23è                      | Ellen van Dijk (37a)                           |
| 2008      | 19è                      | Liesbet De Vocht (73a)                         |

Del 2005 al 2009 l'equip va participar en la Copa del món. Abans de la temporada 2006 no hi havia classificació per equips, i es mostra la millor ciclista en la classificació individual.
| Temporada | Classificació per equips | Millor ciclista en la classificació individual |
| --------- | ------------------------ | ---------------------------------------------- |
| 2001      | -                        | Edith Klep-Moerenhout (36a)                    |
| 2002      | -                        | -                                              |
| 2003      | -                        | -                                              |
| 2004      | -                        | -                                              |
| 2005      | -                        | Loes Gunnewijk (79a)                           |
| 2006      | 27è                      | Ellen van Dijk (51a)                           |
| 2007      | 25è                      | Anita Valen (44a)                              |
| 2008      | 10è                      | Liesbet De Vocht (34a)                         |

## Composició de l'equip
| \| Llista de l'equip 2006 \| Llista de l'equip 2006 \| Llista de l'equip 2006 \| Llista de l'equip 2006 \| \| Ciclista \| Data de naixement \| Equip previ \| \| \| ---------------------- \| ---------------------- \| ------------------------------------------- \| ---------------------- \| \| Chantal Beltman \| 25 de agost de 1976 \| Acca Due O-Pasta Zara-Lorena Camicie (2003) \| \| \| Janne Brok \| 7 de juny de 1978 \| \| \| \| Heidi de Voogd \| 9 de gener de 1980 \| \| \| \| Yvonne Leezer \| 9 de febrer de 1987 \| \| \| \| Moniek Rotmensen \| 25 de abril de 1986 \| Therme Skin Care (2005) \| \| \| Iris Slappendel \| 18 de febrer de 1985 \| \| \| \| Esther van der Helm \| 5 de setembre de 1981 \| Farm Frites-Hartol (2004) \| \| \| Ellen van Dijk \| 11 de febrer de 1987 \| \| \| \| Sharon van Essen \| 3 de març de 1981 \| Bik-Powerplate (2003) \| \| \| Corrien van Haastert \| 11 de febrer de 1982 \| Bik-Toscany Sport (2001) \| \| \| Monique Verstraten \| 24 de abril de 1983 \| Ton Van Bemmelen Sports (2004) \| \| \| \| \| \| \| \| Font: UCI \| \| \| \| |                       |                                             |  |
| Llista de l'equip 2006 |                       |                                             |  |
| Ciclista | Data de naixement     | Equip previ                                 |  |
| Chantal Beltman | 25 de agost de 1976   | Acca Due O-Pasta Zara-Lorena Camicie (2003) |  |
| Janne Brok | 7 de juny de 1978     |                                             |  |
| Heidi de Voogd | 9 de gener de 1980    |                                             |  |
| Yvonne Leezer | 9 de febrer de 1987   |                                             |  |
| Moniek Rotmensen | 25 de abril de 1986   | Therme Skin Care (2005)                     |  |
| Iris Slappendel | 18 de febrer de 1985  |                                             |  |
| Esther van der Helm | 5 de setembre de 1981 | Farm Frites-Hartol (2004)                   |  |
| Ellen van Dijk | 11 de febrer de 1987  |                                             |  |
| Sharon van Essen | 3 de març de 1981     | Bik-Powerplate (2003)                       |  |
| Corrien van Haastert | 11 de febrer de 1982  | Bik-Toscany Sport (2001)                    |  |
| Monique Verstraten | 24 de abril de 1983   | Ton Van Bemmelen Sports (2004)              |  |
| |                       |                                             |  |
| Font: UCI |                       |                                             |  |

| \| Llista de l'equip 2007 \| Llista de l'equip 2007 \| Llista de l'equip 2007 \| Llista de l'equip 2007 \| \| Ciclista \| Data de naixement \| Equip previ \| \| \| -------------------------------------- \| ---------------------- \| ----------------------------------------------------- \| ---------------------- \| \| Liesbeth Bakker \| 1 de juliol de 1986 \| @Work Cycling Team (2006) \| \| \| Janne Brok \| 7 de juny de 1978 \| \| \| \| Katie Brown \| 2 de febrer de 1983 \| Società Sportiva Lazio Ciclismo Team Ladispoli (2005) \| \| \| Yvonne Leezer \| 9 de febrer de 1987 \| \| \| \| Emma Mackie \| 9 de setembre de 1984 \| \| \| \| Anita Valen \| 12 de desembre de 1968 \| @Work Cycling Team (2006) \| \| \| Monique van de Ree \| 2 de març de 1988 \| \| \| \| Ellen van Dijk \| 11 de febrer de 1987 \| \| \| \| Monique Verstraten \| 24 de abril de 1983 \| Ton Van Bemmelen Sports (2004) \| \| \| Jaccolien Wallaard \| 30 de setembre de 1982 \| @Work Cycling Team (2006) \| \| \| Moniek Rotmensen (1 de gen–31 de maig) \| 25 de abril de 1986 \| Therme Skin Care (2005) \| \| \| \| \| \| \| \| Font: UCI \| \| \| \| |                        |                                                       |  |
| Llista de l'equip 2007 |                        |                                                       |  |
| Ciclista | Data de naixement      | Equip previ                                           |  |
| Liesbeth Bakker | 1 de juliol de 1986    | @Work Cycling Team (2006)                             |  |
| Janne Brok | 7 de juny de 1978      |                                                       |  |
| Katie Brown | 2 de febrer de 1983    | Società Sportiva Lazio Ciclismo Team Ladispoli (2005) |  |
| Yvonne Leezer | 9 de febrer de 1987    |                                                       |  |
| Emma Mackie | 9 de setembre de 1984  |                                                       |  |
| Anita Valen | 12 de desembre de 1968 | @Work Cycling Team (2006)                             |  |
| Monique van de Ree | 2 de març de 1988      |                                                       |  |
| Ellen van Dijk | 11 de febrer de 1987   |                                                       |  |
| Monique Verstraten | 24 de abril de 1983    | Ton Van Bemmelen Sports (2004)                        |  |
| Jaccolien Wallaard | 30 de setembre de 1982 | @Work Cycling Team (2006)                             |  |
| Moniek Rotmensen (1 de gen–31 de maig) | 25 de abril de 1986    | Therme Skin Care (2005)                               |  |
| |                        |                                                       |  |
| Font: UCI |                        |                                                       |  |

| \| Llista de l'equip 2008 \| Llista de l'equip 2008 \| Llista de l'equip 2008 \| Llista de l'equip 2008 \| \| Ciclista \| Data de naixement \| Equip previ \| \| \| ---------------------------- \| ---------------------- \| --------------------------------------------- \| ---------------------- \| \| Liesbeth Bakker \| 1 de juliol de 1986 \| @Work Cycling Team (2006) \| \| \| Martine Bras \| 17 de maig de 1978 \| Lotto-Belisol Ladiesteam (2007) \| \| \| Nikki Egyed \| 19 de abril de 1982 \| Raleigh Lifeforce Creation HB (2007) \| \| \| Liesbet De Vocht \| 5 de gener de 1979 \| Lotto-Belisol Ladiesteam (2007) \| \| \| Lorian Graham \| 8 de novembre de 1977 \| \| \| \| Yvonne Hijgenaar \| 15 de maig de 1980 \| Farm Frites-Hartol (2004) \| \| \| Marit Huisman \| 3 de gener de 1989 \| \| \| \| Willy Kanis \| 27 de juliol de 1984 \| \| \| \| Roxane Knetemann \| 1 de abril de 1987 \| AA Drink-Cycling Team (2007) \| \| \| Kristy Miggels \| 6 de agost de 1980 \| Therme Skin Care (2007) \| \| \| Tina Pic (1 de gen–6 de abr) \| 9 de maig de 1966 \| Colavita-Sutter Home p/b Cooking Light (2007) \| \| \| Martine van der Herberg \| 24 de novembre de 1989 \| \| \| \| Ellen van Dijk \| 11 de febrer de 1987 \| \| \| \| An Van Rie \| 9 de juny de 1974 \| AA Drink-Cycling Team (2007) \| \| \| Annemiek van Vleuten \| 8 de octubre de 1982 \| Therme Skin Care (2007) \| \| \| Monique Verstraten \| 24 de abril de 1983 \| Ton Van Bemmelen Sports (2004) \| \| \| Jaccolien Wallaard \| 30 de setembre de 1982 \| @Work Cycling Team (2006) \| \| \| \| \| \| \| \| Font: UCI \| \| \| \| |                        |                                               |  |
| Llista de l'equip 2008 |                        |                                               |  |
| Ciclista | Data de naixement      | Equip previ                                   |  |
| Liesbeth Bakker | 1 de juliol de 1986    | @Work Cycling Team (2006)                     |  |
| Martine Bras | 17 de maig de 1978     | Lotto-Belisol Ladiesteam (2007)               |  |
| Nikki Egyed | 19 de abril de 1982    | Raleigh Lifeforce Creation HB (2007)          |  |
| Liesbet De Vocht | 5 de gener de 1979     | Lotto-Belisol Ladiesteam (2007)               |  |
| Lorian Graham | 8 de novembre de 1977  |                                               |  |
| Yvonne Hijgenaar | 15 de maig de 1980     | Farm Frites-Hartol (2004)                     |  |
| Marit Huisman | 3 de gener de 1989     |                                               |  |
| Willy Kanis | 27 de juliol de 1984   |                                               |  |
| Roxane Knetemann | 1 de abril de 1987     | AA Drink-Cycling Team (2007)                  |  |
| Kristy Miggels | 6 de agost de 1980     | Therme Skin Care (2007)                       |  |
| Tina Pic (1 de gen–6 de abr) | 9 de maig de 1966      | Colavita-Sutter Home p/b Cooking Light (2007) |  |
| Martine van der Herberg | 24 de novembre de 1989 |                                               |  |
| Ellen van Dijk | 11 de febrer de 1987   |                                               |  |
| An Van Rie | 9 de juny de 1974      | AA Drink-Cycling Team (2007)                  |  |
| Annemiek van Vleuten | 8 de octubre de 1982   | Therme Skin Care (2007)                       |  |
| Monique Verstraten | 24 de abril de 1983    | Ton Van Bemmelen Sports (2004)                |  |
| Jaccolien Wallaard | 30 de setembre de 1982 | @Work Cycling Team (2006)                     |  |
| |                        |                                               |  |
| Font: UCI |                        |                                               |  |